# Jeminay (köpinghuvudort i Kina, Xinjiang Uygur Zizhiqu, lat 47,50, long 85,62)
Jeminay (kinesiska: 吉木乃, 吉木乃镇) är en köpinghuvudort i Kina. Den ligger i den autonoma regionen Xinjiang, i den nordvästra delen av landet, omkring 440 kilometer norr om regionhuvudstaden Ürümqi. Antalet invånare är 2 418. Befolkningen består av 1 215 kvinnor och 1 203 män. Barn under 15 år utgör 24,0 %, vuxna 15-64 år 71 %, och äldre över 65 år 4,0 %.
Runt Jeminay är det mycket glesbefolkat, med 4 invånare per kvadratkilometer. Trakten runt Jeminay består i huvudsak av gräsmarker.
Genomsnittlig årsnederbörd är 430 millimeter. Den regnigaste månaden är oktober, med i genomsnitt 62 mm nederbörd, och den torraste är februari, med 14 mm nederbörd.